# Берсенєва Марія Володимирівна
Марія Володимирівна Берсенєва (до шлюбів Шипова, у першому шлюбі Кофенлу; нар.. 30 травня 1981 року, Москва, РРФСР, СРСР) — російська акторка театру і кіно, модель, підприємниця. Більш відома по ролі Марго в серіалі «Маргоша».

## Біографія
Народилася в Москві 30 травня 1981 року. Батько (підполковник міліції у відставці) — тренер, спортивний суддя міжнародного класу, володар чорного поясу з карате. До своїх тренувань в дитинстві залучав і Машу. Мати займалася ковзанярським спортом, тренерка-викладачка, тривалий час викладала в Московському авіаційному інституті фізвиховання.
У червні 2016 року відкрила бізнес з продажу іграшок, що виготовляються її матір'ю. У листопаді 2016 року перенесла серйозну операцію на хребті.

## Кар'єра

### Модель
Закінчила ГІТІС у 2002 році, після чого декілька років працювала професійною моделлю в агентствах «М-Глобус» і «Point», брала участь у показах одягу і активно знімалася в рекламі. Отриманий досвід знадобився актрисі в серіалі «Дочки-матері», коли довелося грати провідну модель рекламного агентства.

### Акторка
У кіно починала з невеликих епізодів. Найчастіше їй діставалися ролі стервозних розлучниць та інтриганок в драматичних серіалах. У такому плані була зіграна нею і перша, по-справжньому велика роль в серіалі «Дочки-матері». Акторка створила образ Анни Зайцевої, провідної моделі агентства «ІМ'Я REC». Крім того, Марія Берсенєва запам'яталася глядачам за серіалами: «Петя Чудовий» (секретарка Лідія), «І все-таки я люблю...» (повія Мері), «Чемпіон» (Ліда).
На кастинг серіалу «Маргоша» Марія прийшла разом з акторкою, з якою вони знімалися в серіалі «Петя Чудовий». Творці серіалу зупинили свій вибір на Марії. Єдина умова, яку вони перед нею поставили — це перефарбуватися, адже за сценарієм Марго Реброва повинна була бути блондинкою, але відмовилася.
У 2016 році знялася в серіалі «Майор і магія», де зіграла одну з головних ролей, прем'єра відбулася в січні 2017 році.

## Особисте життя
14 серпня 2002 року, під час навчання в ГІТІСі, Марія Шипова одружилася з Гурамом Кофенлу. 12 грудня того ж року народила сина Микиту. Вони розійшлися, коли дитині було півроку. 21 грудня 2007 року Марія пошлюбила кікбоксера Миколу Берсенєва, з яким була знайома ще зі шкільних років (до офіційної реєстрації п'ять років жили в незареєстрованому шлюбі). У вересні 2009 року подружжя подало заяву на розірвання шлюбу. Розлучення відбувся 9 січня 2010 року. В 2010 році одружилась з українцем Олегом Бровчуком і переїхала до нього.

## Фільмографія
| Рік       |   | Назва                                                     | Роль                                    |
| --------- | - | --------------------------------------------------------- | --------------------------------------- |
| 2004      | с | Холостяки                                                 | Даша                                    |
| 2005      | с | Авантюристка                                              | нова секретарка                         |
| 2005      | с | Бухта Филіпа                                              | Ім'я персонажки не вказано              |
| 2005      | ф | Здрастуйте, ми — ваш дах!                                 | бухгалтер вка офісі Каприщева           |
| 2006      | с | Лікарська таємниця                                        | Лєна Шевченко                           |
| 2006      | ф | Один в новорічну ніч                                      | сніговик Світлана                       |
| 2006      | с | Петя Великолєпний                                         | секретарка Лідія                        |
| 2006      | с | Троє зверху                                               | Ліка                                    |
| 2006      | с | Хто в домі господар?                                      | Света                                   |
| 2007      | с | Дочки-матері                                              | Анна Зайцева                            |
| 2008      | с | І все-таки я люблю…                                       | Мері                                    |
| 2008      | ф | Провинциалка                                              | секретарка                              |
| 2008      | ф | Чемпіон                                                   | Ліда                                    |
| 2009—2010 | с | Маргоша                                                   | Марго (Маргарита Олександрівна Реброва) |
| 2011      | ф | Бабло                                                     | Яна                                     |
| 2012      | с | Без следа                                                 | Світлана Воронкова                      |
| 2012      | ф | Не вкради                                                 | Світлана Іволгіна                       |
| 2013      | с | Бальзаківський вік, або Всі чоловіки сво … 5 років потому | Катя                                    |
| 2013      | с | Сімейний детектив 2                                       | Валерія Таран                           |
| 2013      | ф | Контужений, або Уроки плавання вільним стилем             | Капітоліна Саврасова (Капа)             |
| 2014      | ф | З Восьмим березня, чоловіки!                              | Анна Беркутова                          |
| 2015      | с | Ой, ма-моч-ки!                                            | юрист Ріта Корольова, пацієнтка         |
| 2015      | ф | Король Мадагаскару                                        | Мері Бланка                             |
| 2015      | ф | Кукушен                                                   | Ім'я персонажки не вказано              |
| 2016      | ф | Я любити тебе буду, можна?                                | журналістка Анна                        |
| 2017      | с | Майор та магія                                            | провидиця Олена Вороб'яшкіна            |
| 2017      | ф | невідомий                                                 | Олена Лопатіна                          |

## Ролі в театрі[16]
- «Анна Кареніна» — Анна Кареніна[17]
- «Обмани мене, крихітко!»
- «Карнавал любові»
- «Лялечка» — Василина
- «Мимохідь» — Олександра
- «Три сумних чоловіка і один веселий» — Любов
- «Три мушкетери» (мюзикл)
- «Труффальдіно з Бергамо» — Беатріче
- «Уроки любові»
- «Фотографія № 1»
- «Блоха» — Машка
- «А зорі тут тихі» — Женя Комелькова
- «Майстер і Маргарита» — Маргарита[18]

## Телебачення
- 2010 — Одні вдома
- 2010 — Даєш молодь! Новий рік
- 2012 — Так кажуть жінки
- 2012 — Піти від батьків (реаліті-шоу, телеканал «Домашній»)[19]
- 2013 — Обережно, діти!
- 2015 — Відділ
- 2015 — ведуча серії «Синій платочок» у проекті «Перемога. Пісні. Любов»[20]

### Рекламні ролики
- 2003 — «Рондо»
- 2007 — Nuts
- 2009 — Blend-A-Med
- Discreet
- морозиво «Магнат»
- ECCO
- 2014 — особа колекції бренду MD[21]
- 2016 — завод «Електродеталь» в Брянську[22]

### Відеокліпи
- 2009 — «Фантастика» (Мумій Троль)
- 2012 — «Я Любив» (Dato)
- 2013 — «Ангел» («Уч-кудук»)

## Нагороди та номінації
- 27 лютого 2010 року отримала народну премію «Телезірка» (Україна) в номінації «Краща актриса».
- 18 листопада 2010 року отримала премію «Жінка року Glamour» в номінації «ТВ-актриса року»[23][24].
- У грудні 2012 року стала володаркою премії «найкрасивіша жінка» за підсумками проекту TOP Beauty — 10[25].